# Lavaplatos (ocupación)

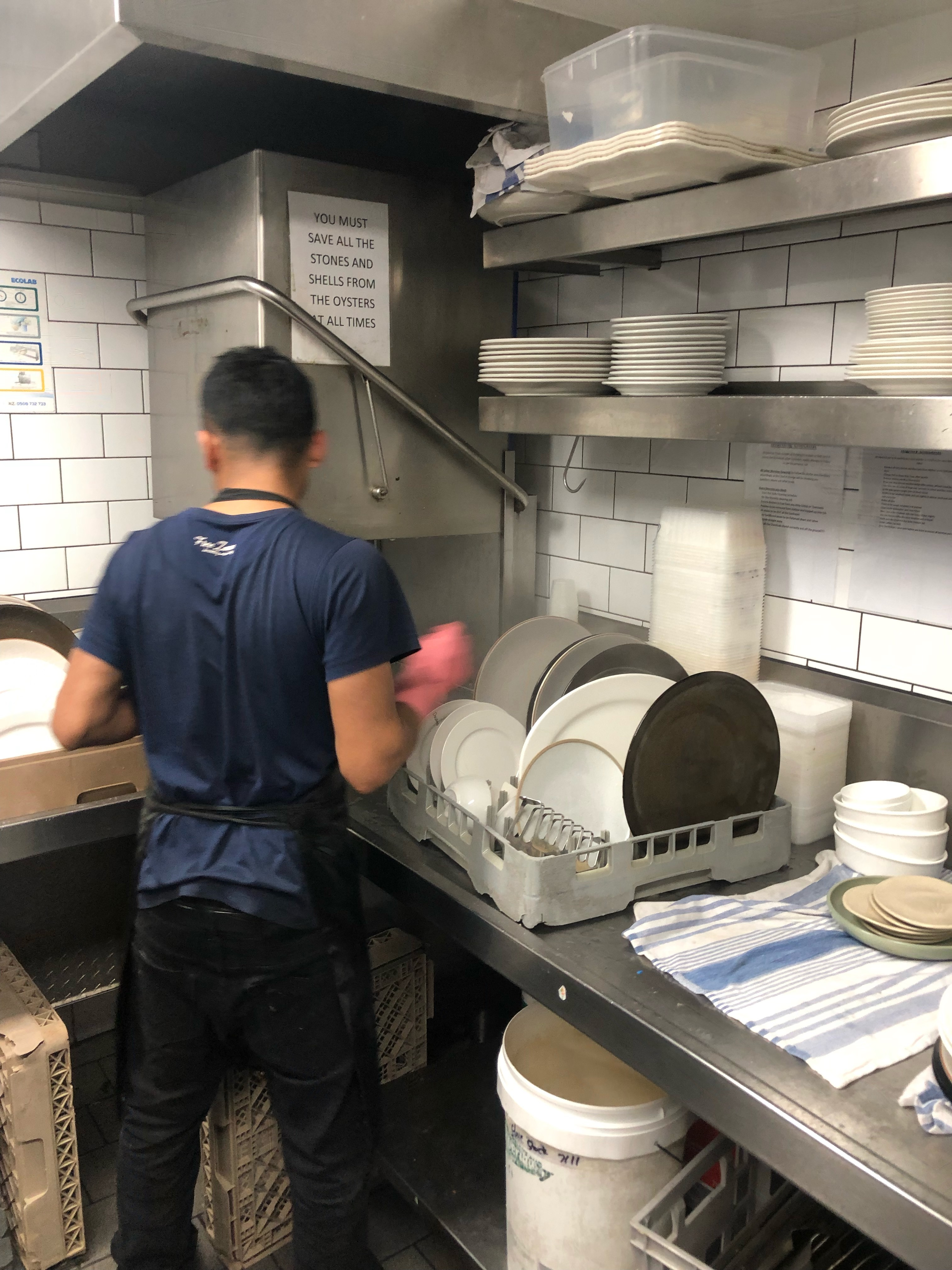
Un lavaplatos profesional en el trabajo.

Un lavaplatos es la persona encargada de lavar y secar vajilla, utensilios de cocina y cubiertos, generalmente en la cocina de un restaurante u otro establecimiento de alimentos. En el Reino Unido, este puesto también es conocido como kitchen porter (ayudante de cocina), aunque en estos casos las responsabilidades suelen incluir tareas adicionales, como la limpieza general del área de trabajo y la preparación básica de alimentos.

## Deberes y funciones
Según O*NET Online, una base de datos del Departamento del Trabajo de EE. UU., las principales funciones de un lavaplatos incluyen:
- Lavar platos, vasos, cubiertos, ollas o sartenes, utilizando lavavajillas o a mano.
- Colocar platos, utensilios o equipos de cocina limpios en áreas de uso continuo o almacenamiento.
- Clasificar y retirar la basura, colocándola en áreas de recolección designadas.
- Barrer o fregar pisos.
- Mantener las áreas de trabajo, equipos o utensilios de la cocina en condiciones limpias y ordenadas.

## Situación laboral
La mayoría de los lavaplatos profesionales desempeñan su labor en restaurantes o en entornos institucionales.
El trabajo de lavaplatos en una cocina comercial suele ser un puesto de nivel inicial que puede servir como punto de partida para una carrera en la preparación de alimentos.
Según un estudio del Pew Hispanic Center publicado en 2008, una parte significativa de los inmigrantes indocumentados en los Estados Unidos se desempeñaba como lavaplatos.